# کلین آکوستا
کلین آکوستا (انگلیسی: Kellyn Acosta؛ زادهٔ ۲۴ ژوئیهٔ ۱۹۹۵) بازیکن فوتبال اهل ایالات متحده آمریکا است.
از باشگاه‌هایی که در آن بازی کرده‌است می‌توان به اف‌سی دالاس و تیم ملی فوتبال ایالات متحده آمریکا اشاره کرد.
وی همچنین در تیم‌های ملی فوتبال United States U17 United States U18 United States U20 United States U23 United States بازی کرده‌است.